# 高崧 (東晋)
高 崧（こう すう、生年不詳 - 太和元年8月22日（366年10月12日））は、中国の東晋の官僚。字は茂琰。小字は阿酃。本貫は広陵郡。

## 経歴
高悝の子として生まれた。若くして学問を好み、とくに史書を学んだ。何充が揚州刺史となると、高崧はその下で主簿となった。驃騎主簿に転じ、州により秀才に挙げられ、太学博士に任じられた。父が死去すると辞職したが、喪を5年停止して遺体を葬らず、父の汚名をそそぐために廷尉に訴え、上疏は数十回に及んだ。元帝に訴えを認められて、父の名誉を回復し、建昌伯の爵位を嗣いだ。
以後、中書郎・黄門侍郎に任じられた。会稽王司馬昱が輔政の任につくと、高崧は召し出されて撫軍司馬となった。当時は桓温が威権を振るい、北伐のためといって兵を集め、軍を武昌に進駐させると、会稽王はこのことに悩んでいた。高崧は桓温に下す親書の草案を書き、会稽王がそのとおりに清書して送った。これを受けてみた桓温は任地に引き返した。
高崧は騎都尉となり、謝尚の下で鎮西長史をつとめた。後に侍中に累進したが、朝廷の事件により免官された。
太和元年8月22日（366年10月12日）、死去した。

## 妻子

### 妻
- 会稽謝氏（? - 永和11年12月7日（356年1月25日））

### 子
- 高耆（散騎常侍）

## 伝記資料
- 『晋書』巻71 列伝第41
- 高崧墓誌
- 高崧妻謝氏墓誌